# Ben Moody
Benjamin Robert Moody III (Little Rock, 22 gennaio 1981) è un cantautore, polistrumentista, compositore e produttore discografico statunitense.

## Biografia
Dal 1995 all'ottobre 2003 è stato il chitarrista degli Evanescence, gruppo che formò durante la scuola superiore con Amy Lee. È presente in tutte le pubblicazioni fino al secondo album, Fallen. Lasciò il gruppo il 22 ottobre 2003, durante il tour europeo di Fallen, per problemi di salute, legati al suo disturbo bipolare.
Ha lavorato alle canzoni Nobody's Home dall'album Under My Skin di Avril Lavigne, e scritto e inciso la canzone The End Has Come per la colonna sonora del film The Punisher. Ha collaborato anche con David Hodges (componente degli Evanescence insieme con Moody e la Lee fino al 2002) nei suoi primi tre album solisti, e con Kelly Clarkson nel suo album Breakaway, per il quale insieme con Hodges ha scritto i brani Addicted e Because of You. Ha anche collaborato con Lindsay Lohan nel suo album A Little More Personal (Raw), e ha prodotto una canzone nell'album di esordio.
Moody è stato protagonista anche di un cameo nel ruolo di uno zombie nel film Resident Evil: Apocalypse, e ha contribuito alla scrittura della colonna sonora del film. Nel 2005 ha pubblicato un singolo con Anastacia, Everything Burns, presente nella colonna sonora del film I Fantastici 4. Nel marzo 2007 è entrato in studio con Céline Dion, per la quale ha realizzato tre tracce pubblicate nell'album Taking Chances.
Nel 2008 esce il suo primo lavoro solista, intitolato Mutiny Bootleg E.P.. L'anno seguente ha pubblicato il suo primo vero album solista, intitolato All for This, e ha formato una nuova band chiamata We Are the Fallen, con cui ha pubblicato il primo disco nel 2010. Nel 2011 esce il suo secondo album solista, You Can't Regret What You Don't Remember. Nel 2012 fonda una nuova band, i The Halo Method, con il batterista Dave Buckner (ex-Papa Roach) e il cantante Lukas Rossi (ex-Rock Star Supernova), a cui in un secondo momento si aggiunse il bassista Josh Newell (ex-In This Moment). La band ha esordito nel mercato discografico nel 2013 con l'EP Reset.

## Formazione
- Ben Moody - voce, chitarra solista (2003 - presente)
- Hana Pestle - chitarra ritmica, violino, seconda voce (2005 - presente)
- Marty O'Brien - basso (2008 - presente)

## Discografia
Con gli Evanescence
Album
- 2000 – Origin
- 2003 – Fallen

EP
- 1998 – Evanescence EP
- 1999 – Sound Asleep EP
- 2003 – Mystary EP

Demo
- 1998 – Evanescence (musicassetta)

Singoli
- 2003 – Bring Me to Life
- 2003 – Going Under
- 2003 – My Immortal
- 2003 – Everybody's Fool

Con David Hodges
- 2000 – Musical Demonstrations Pt.1
- 2000 – Summit Worship
- 2003 – The Genesis Project

Da solista
Album
- 2009 – All for This
- 2011 – You Can't Regret What You Don't Remember

EP
- 2008 – Mutiny Bootleg E.P.

Singoli
- 2005 – Everything Burns (con Anastacia)

compilation
- 2000 - The Blitz: Local Stuff[1] (sotto lo pseudonimo di The void.)

Con i We Are the Fallen
Album
- 2010 – Tear the World Down

Singoli
- 2010 – Bury Me Alive
- 2010 – Tear the World Down

Con i The Halo Method
- 2013 – Reset

Altre partecipazioni
- Avril Lavigne – Under My Skin (2004)
- AA.VV. – The Punisher: The Album (2004)
- Kelly Clarkson – Breakaway (2004)
- Evanescence – Anywhere but Home (2004)
- AA.VV. – Fantastic 4: The Album (2005)
- Anastacia – Pieces of a Dream (2005)
- Lindsay Lohan – A Little More Personal (Raw) (2005)
- Bo Bice – The Real Thing (2005)
- Daughtry – Daughtry (2006)
- Céline Dion – Taking Chances (2007)
- Daughtry – Leave This Town (2009)
- Halestorm – Halestorm (2009)
- Flyleaf – Remember to Live (2010)

Produttore
- Godhead – Godhead (2006)
- Ben Moody – Mutiny Bootleg E.P. (2008)
- Ben Moody – All for This (2009)
- Hana Pestle – This Way (2009)